# Lene Nystrøm
Lene Sundance Grawford Nystrøm (Tønsberg, Noruega, 2 de octubre de 1973), conocida como Lene, es una cantante noruega, vocalista del grupo noruego-danés de dance-pop Aqua.

## Biografía

### Primera etapa de Aqua (1994-2001)
Su salto al mundo de la música vino dado por su aparición en un concurso musical televisado. Poco después conoció a Rene Dif en el Ferry de Noruega que la invitaría a formar parte de su banda inicialmente llamada Joyspeed. Más tarde serían rebautizados como Aqua, y con ellos publicó los álbumes de gran éxito Aquarium (1997) y Aquarius (2000). Lene permaneció en el grupo hasta su disolución en 2001 cosechando grandes éxitos como «Roses are Red», «Barbie Girl», «Doctor Jones» o «Cartoon Heroes».

### Carrera en solitario (2002-2004)
En 2003 publicó su primer disco en solitario titulado Play with me, en el que colaboraban sus excompañeros de Aqua, del que salieron los sencillos «It's your duty», «Pretty young thing» y «Here we go», con un éxito notable. «It's your duty» alcanzó el puesto número 3 en Dinamarca, mientras que el álbum llegó al número 74 en las listas noruegas. Inicialmente «Virgin Superstar» fue lanzado a las radios seguido por «It's your duty». En 2004 fue lanzado el sencillo promocional de «Here we go» para DJs y radio y también un CD promocional de «Scream» en edición limitada. El tema «Here we go» es un cover de una canción de Moonbaby que más tarde el grupo Girls Aloud grabó para su álbum al igual que también hicieron con el tema «We wanna party». Lene escribió los temas «No Good Advice» y «You Freak Me Out» para el primer álbum de este mismo grupo. Según las palabras de Lene sobre el disco reconoció: Claro que es todo un reto lanzar un disco en solitario después de haber estado en un grupo y más aún sí el ambiente fue tan bueno como el nuestro, supongo que tuve que buscar la confianza en mi misma sin los chicos como apoyo pero al mismo tiempo, siempre he sido una persona que ha hecho lo que ha querido.

### Segunda etapa de Aqua (2007-presente)
El 27 de octubre de 2007, se confirmó en una rueda de prensa que Aqua regresarían para hacer una gira mundial, además de lanzar un disco de grandes éxitos y tres temas nuevos en 2009. De los temas inéditos se presentó «Back to the 80's» como sencillo de presentación, alcanzando un enorme éxito en el norte de Europa. Después el grupo anunció su regreso con un nuevo álbum en 2011 titulado Megalomania.

### Filmografía
Lene debutó en el cine con la película Fri os fra det onde del director danés Ole Bornedal en 2009.

## Vida personal
Nystrøm estuvo en una relación durante tres años con su compañero de Aqua, René Dif, quien originalmente la invitó a unirse a la banda en 1994.
Lene se casó en Las Vegas el 25 de agosto de 2001 con uno de sus antiguos compañeros de grupo, Søren Rasted, y tuvo 2 hijos India y Billy. Después de vivir en Londres durante muchos años, la pareja se trasladó a Dinamarca en 2004. La pareja se divorció el 27 de abril de 2017 tras 16 años de matrimonio.
Actualmente se encuentra participando nuevamente con su grupo Aqua en una gira por Dinamarca promoviendo sus nuevos sencillos y también fue jurado en el programa musical The Voice de Dinamarca.

## Discografía

### Con Aqua
- 1997 - Aquarium
- 2000 - Aquarius
- 2011 - Megalomania

### En solitario
- 2003 - Play with Me - #30 Dinamarca #74 Noruega

### Sencillos
- "It's Your Duty" (2003) #3 DK #9 NOR #15 ESP #19 ITA
- "Pretty Young Thing" (2004)
- "Here We Go" (2004) (sencillo promocional)
- "Scream" (2004) (sencillo promocional)
- "Hvor Små Vi Er" (2005) (motivo benéfico) #1 DK
- "Vi ka alt vi to" (2008) (colaboración con Hej Matematik)
- "2012 Shift Happens" (2012) (colaboración con Lazyboy)

### Otros
- Play with me (Promo)
- Play with me (Promo DVD)
- Play with me (Japan Edition 14 tracks)
- Play with me (Chinese Bootleg 20 tracks)
- Play with me (Taiwanese Bootleg 30 tracks)
- Play with me (Hong Kong Bootleg 37 tracks)